# Prohormone
Une prohormone est un précurseur des stéroïdes anabolisant. Les prohormones sont rapidement devenues populaires parmi les adeptes de musculation qui les utilisent en tant que complément de musculation.
Une prohormone est un composé inactif et dérivé d'un stéroïde anabolisant. Cela devient actif lors de la digestion lors d'une réaction chimique avec les enzymes. C'est la raison qui font que certains pays interdisent ces produits leurs effets sont similaires aux stéroïdes anabolisants.
C'est interdit en Europe, mais autorisé dans d'autres pays comme le Canada ou les États-Unis. 